# Le Silence qui tue
Pour plus de détails, voir Fiche technique et Distribution.
Le Silence qui tue (The Silent Scream) est un film américain réalisé par Denny Harris, sorti en 1979.

## Synopsis
Dans une maison isolée il y a un meurtre.

## Fiche technique
- Titre français : Le Silence qui tue
- Titre original : The Silent Scream
- Réalisation : Denny Harris
- Scénario : Wallace C. Bennett, Ken Wheat & Jim Wheat
- Musique : Roger Kellaway
- Photographie : Michael D. Murphy & David Shore
- Montage : M. Edward Salier
- Production : Ken Wheat & Jim Wheat
- Société de production : Denny Harris
- Société de distribution : American Cinema Releasing
- Pays :  États-Unis
- Langue : Anglais
- Format : Couleur - Mono - 35 mm - 1.85:1
- Genre : Horreur, Policier
- Durée : 87 min
- Interdit aux moins de 12 ans
- Affiche : Michel Landi (France)

## Distribution
- Rebecca Balding (VF : Évelyn Séléna) : Scotty Parker
- Cameron Mitchell (VF : Robert Bazil) : Le lieutenant Sandy McGiver
- Steve Doubet (VF : Julien Thomast) : Jack Towne
- Avery Schreiber (VF : Roger Lumont) : Le sergent Manny Ruggin
- Brad Rearden (VF : William Coryn) : Mason Engels
- Juli Andelman (VF : Sylvie Feit) : Doris Prichart
- John Widelock : Peter Ransom
- Yvonne De Carlo (VF : Paula Dehelly) : Mme Engels
- Barbara Steele : Victoria Engels